# Elsner Ridge
Elsner Ridge – grzbiet górski na północny wschód od Homerun Range w Górach Admiralicji w Antarktydzie Wschodniej.

## Nazwa
Nazwany przez Advisory Committee on Antarctic Names (tłum. „Komitet doradczy ds. nazewnictwa Antarktyki”) na cześć Roberta W. Elsnera, biologa United States Antarctic Research Program (USARP) pracującego w latach 1967–1968, 1968–1969 i w 1969–1970 w amerykańskiej stacji McMurdo .

## Geografia
Elsner Ridge to wąski grzbiet górski ok. 6 km na północny wschód od Homerun Range w Górach Admiralicji na Ziemi Wiktorii w Antarktydzie Wschodniej . Rozciąga się z południa na zachód na długości ok. 12 km .  

## Historia
Grzbiet został zmapowany na podstawie badań terenowych i zdjęć lotniczych w latach 1960–1963 .